# Marie Howe
Marie Howe, née en 1950 à Rochester (État de New York), est une journaliste, universitaire, directrice de collections et poète américaine. Elle enseigne à l'université de New York et au Sarah Lawrence College. De 2012 à 2014, elle est la Poète lauréat de l'État de New York, En 2015 elle est reçue comme membre de l'Academy of American Poets, elle en sera élue chancelière en 2018.

## Biographie
Née à Rochester en 1950, Marie Howe grandit dans une famille catholique de neuf enfants, profondément engagée et progressiste sur le plan politique. Après ses études secondaires au Sacred Heart Convent School (où, comme elle l'écrit dans la série de publications Poetry for Students, « les moniales lui ont appris ce que cela signifie de vivre une vie spirituellement active et politiquement engagée »), elle entre à l'université de Windsor (Ontario) où elle obtient son Bachelor of Arts.
Marie travaille comme journaliste pour un journal de Rochester et enseigne l'anglais dans des lycées dans la banlieue de Boston avant d'aborder la poésie à l'âge de trente ans.
Elle s'inscrit à la Columbia University School of the Arts, où sous la direction du poète Stanley Kunitz, elle présente et soutient avec succès son Master of Fine Arts (MFA) en 1983.
En 1988, Marie Howe publie son premier recueil de poésie, The Good Thief, une exploration des relations humaines, de l'attachement, de la perte et de la transcendance dans les relations interpersonnelles. Ce livre est sélectionné par Margaret Atwood pour la National Poetry Series.
En 1989, elle est sélectionnée par Stanley Kunitz pour recevoir le prix Lavan Younger Poets de l'Académy of American Poets.
En 1989, le frère de Marie, John meurt du sida. Howe a dit à un intervieweur d'AGNI que la mort de John avait complètement transformé son esthétique.
En 1997, Howe publie son deuxième recueil de poèmes, What the Living Do, une élégie pour John qui abandonne la métaphore et d'autres formes poétiques pour devenir, selon les mots d'une biographie de la Poetry Foundation, « un documentaire sur la perte. »
Son recueil The Kingdom of Ordinary Time, est une méditation sur des moments ordinaires mais néanmoins miraculeux, comme se précipiter dans les courses, assister à une mère mourante et aider un enfant sur le terrain de jeu.
La dramaturge Eve Ensler a dit à son sujet : « Ces poèmes m'ont fait haleter. Chacun est une révélation, une ligne de vie, une galaxie domestique. C'est la poésie de notre temps, un guide pour vivre au bord du mystique et du mondain ».
Marie Howe enseigne dans différents établissement universitaires : l'université Tufts et le Dartmouth College, pour enseigner après à l'université de New York et au Sarah Lawrence College.
Ses poèmes sont régulièrement publiés dans diverses publications prestigieuses, dont The New Yorker, The Atlantic, Harvard Review, New England Review, Poetry, Ploughshares et Tikkun.
Marie Howe réside dans le West Village de New York avec sa fille Grace Yi-Nan Howe, qu'elle a adoptée de Chine en 2003.

## Œuvres

### Recueils de poèmes
- The Good Thief, Persea Books, 1988
- What the Living Do, W. W. Norton, 1998[9]
- The Kingdom of Ordinary Time, W. W. Norton, 2009[10]
- Magdalene, W. W. Norton, 2017[11]

### Éditrice
- Ploughshares Winter 1992-93 : Voices From the Other Room, Ploughshares Books, 1992
- In the Company of My Solitude: American Writing from the AIDS Pandemic, Persea Books, 1995

## Prix et distinctions
- 1989 : prix Peter Lavan Younger Poet décerné par l'Academy of American Poets
- 1992 : National Endowment for the Arts Fellowship
- 1998 : Boursière Guggenheim[12]
- 2015 : Boursière de l'Academy of American Poets[13]